# Вне подозрений (фильм, 1943)
«Вне подозрений» (англ. Above Suspicion) — американский чёрно-белый кинофильм 1943 года.

## Сюжет
1939 год. Оксфордский профессор Ричард Майлз и его жена Фрэнсис проводят медовый месяц в Европе накануне Второй мировой войны. Неожиданно Ричарда находит его университетский товарищ Питер Галт, работающий теперь в Британской спецслужбе. По мнению Питера, только Ричард может выполнить его просьбу — отправиться в Париж и встретиться с секретным агентом, обладающим информацией по новому секретному оружию нацистов — подводной магнитной мине. Найти агента будет непросто, поскольку Питер его даже не видел. Но агент будет оставлять знаки, которые только Ричард сможет прочитать. Это задание имеет высокую значимость, поскольку в МИДе есть информация, что после того, как Германия напала на Польшу, она нападёт и на Британию.
Получив инструкции, молодожёны оказались в Париже. В означенном месте их находит законспирированный агент и даёт знак где продолжать поиск. В подброшенном им путеводителе по Южной Германии, Ричард и Фрэнсис находят знак — им необходимо отправиться в Зальцбург и в магазине букиниста Вернера получить дальнейшие инструкции. Вернер не успел дать им подробные инструкции — гестаповцы пришли за ним и он едва успел скрыться, успев лишь указать на открытку с изображением музея Бурга.
В музее граф Хассерт Зейдель настойчиво предлагает им переселиться в гостиницу фрау Клайст. Фрау Клайст, в свою очередь, советует им посетить концерт музыки Ференца Листа и даёт им партитуру его концерта. В театре Ричард встречает своего давнего приятеля — графа Зига фон Ашенхаузена. Во время концерта совершено убийство полковника Геральда, коменданта концлагеря Дахау. Полиция допрашивает всех зрителей. Ашенхаузен помогает им избежать процедуры допроса и покинуть театр. Убийца выстрелил в тот момент, когда вступили литавры и заглушили выстрел. Несомненно, убийца знал произведение Листа. Вспомнив, что перед самым концертом сын фрау Клайст — Торнли играл этот концерт, Ричард не сомневается, что это он выстрелил в нациста. Торнли признаётся Ричарду, что убил полковника за то, что в Дахау нацисты убили его невесту. Ричард советует ему как можно скорее покинуть Германию, пока гестапо не вышло на его след. Торнли сообщает Ричарду, что по приказу начальника гестапо фон Ашенхаузена, за ними ведётся слежка, их разговоры подслушивают.
Продолжая поиск, Ричард и Фрэнсис находят доктора Местельбрунна. Но в его доме они застают фон Ашенхаузена. Связанный доктор в это время находится в другой комнате, но ему удалось предупредить Ричарда и Фрэнсис, что им грозит опасность. Им удалось уйти от гестапо, а когда гестаповцы ушли из дома доктора, они возвращаются и встречают Хассерта Зейделя, встречавшегося с ними в музее Бурга. Они увозят доктора из дома. Доктор передаёт Ричарду то, что они долго искали — информацию по магнитной мине.
Задание выполнено, но гестапо перекрыла границы и Ричарду и Фрэнсис никак не удаётся выехать из Германии. Несмотря на то, что пара изменила свою внешность, Фрэнсис узнал фон Ашенхаузен. Она арестована. Ричард при помощи британских агентов освобождает её, и им удается пересечь границу.

## В ролях
- Джоан Кроуфорд — Фрэнсис Майлз
- Фред Макмюррей — Ричард Майлз
- Конрад Фейдт — Хассерт Зейдель
- Бэзил Рэтбоун — Сиг фон Ашенхаузен
- Реджинальд Оуэн — доктор Меспельбрунн
- Ричард Эйнли — Питер Галт
- Сесил Каннингем — графиня
- Энн Шомейкер — тётя Эллен
- Сара Хейден — тётя Хэтти